# Skyrmió magnètic

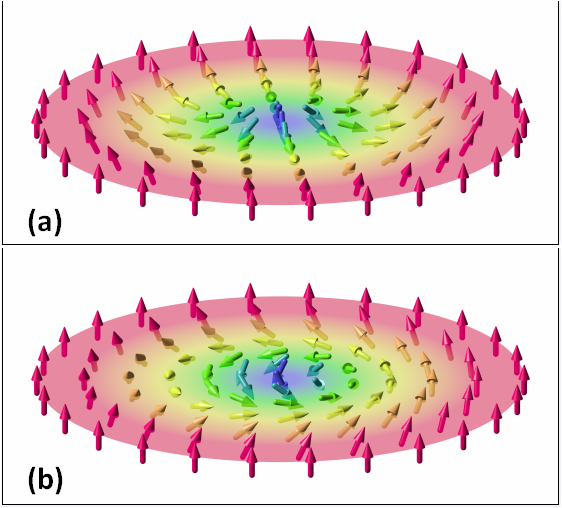
Fig. 1 El camp vectorial dels skyrmions magnètics bidimensionals: a) un skyrmion eriçó i b) un skyrmion espiral.

En física, els skyrmions magnètics (de vegades descrits com a "vòrtexs" o configuracions "semblants a vòrtex") són solitons estàticament estables que s'han predit teòricament i observats experimentalment en sistemes de matèria condensada. Els skyrmions es poden formar en materials magnètics en el seu "gran" com en MnSi, o en pel·lícules primes magnètiques. Poden ser aquirals o quirals (fig. 1 a i b són ambdós skyrmions quirals) en la naturalesa, i poden existir tant com a excitacions dinàmiques com a estats estables o metaestables. Encara que les línies àmplies que defineixen els skyrmions magnètics s'han establert de facto, hi ha una varietat d'interpretacions amb diferències subtils.

La majoria de les descripcions inclouen la noció de topologia, una categorització de les formes i la forma en què un objecte es disposa a l'espai, utilitzant una aproximació de camp continu tal com es defineix a la micromagnètica. Les descripcions generalment especifiquen un valor enter diferent de zero de l'índex topològic (que no s'ha de confondre amb el significat químic d''índex topològic'). Aquest valor de vegades també es coneix com el nombre de bobinatge, la càrrega topològica (tot i que no està relacionat amb la "càrrega" en el sentit elèctric), el nombre quàntic topològic (encara que no està relacionat amb el quàntic). mecànica o fenòmens de mecànica quàntica, sense perjudici de la quantificació dels valors de l'índex), o de manera més vaga com el "nombre skyrmion". L'índex topològic del camp es pot descriure matemàticament com

| {\displaystyle n={\tfrac {1}{4\pi }}\int \mathbf {M} \cdot \left({\frac {\partial \mathbf {M} }{\partial x}}\times {\frac {\partial \mathbf {M} }{\partial y}}\right)dxdy} | \| \| \| \| \| \| \| \| | (1) |
| |                         |     |
| |                         |     |
on {\displaystyle n} és l'índex topològic, {\displaystyle \mathbf {M} } és el vector unitari en la direcció de la magnetització local dins de la pel·lícula magnètica fina, ultrafina o a granel, i la integral es pren en un espai bidimensional. (És possible una generalització a un espai tridimensional). Passar a coordenades esfèriques de l'espai ({\displaystyle \mathbf {r} =(r\cos \alpha ,r\sin \alpha )}) i per a la magnetització ({\displaystyle \mathbf {m} =(m\cos \phi \sin \theta ,m\sin \phi \sin \theta ,m\cos \theta )}), es pot entendre el significat del nombre skyrmion. En configuracions d'skyrmion, la dependència espacial de la magnetització es pot simplificar establint la variable magnètica perpendicular independent de l'angle en el pla ({\displaystyle \theta (r)}) i la variable magnètica en el pla independent del radi ({\displaystyle \phi (\alpha )}). Aleshores, el nombre topològic d'skyrmion diu:

| {\displaystyle n={\frac {1}{4\pi }}\iint {\frac {d\theta }{dr}}{\frac {d\phi }{d\alpha }}\sin \theta \,d\alpha dr={\frac {1}{4\pi }}\left[\cos \theta \right]_{\theta (r=\infty )}^{\theta (r=0)}\left[\phi \right]_{\phi _{f}}^{\phi _{i}}=p\cdot W} | \| \| \| \| \| \| \| \| | (2) |
| |                         |     |
| |                         |     |
on p descriu la direcció de magnetització a l'origen (p =1 (−1) per {\displaystyle \theta (r=0)=\pi (0)}) i W és el nombre de bobinatge. Tenint en compte la mateixa magnetització uniforme, és a dir, el mateix valor de p, el nombre de bobinatge permet definir el skyrmion ({\displaystyle \phi (\alpha )\propto \alpha }) amb un nombre de bobinatge positiu i l'antiskyrmion {\displaystyle (\phi (\alpha )\propto -\alpha )} amb un nombre de bobinatge negatiu i, per tant, una càrrega topològica oposada a la del skyrmion.